# Epilobium pubens
Epilobium pubens är en dunörtsväxtart som beskrevs av Achille Richard. Epilobium pubens ingår i släktet dunörter, och familjen dunörtsväxter. Utöver nominatformen finns också underarten E. p. strictum.